# Liam Slock
Liam Slock (Gand, 18 settembre 2000) è un ciclista su strada belga che corre per il team Lotto; è professionista dal 2023.

## Palmarès
- 2022 (Lotto Soudal U23, due vittorie)

1ª tappa Triptyque Ardennais (Amel > Kelmis)
GP Color Code Bassenge

### Altri successi
- 2022 (Lotto Soudal U23)

Classifica scalatori Tour de Normandie
Classifica scalatori Circuit des Ardennes

## Piazzamenti

### Classiche monumento
- Parigi-Roubaix

2023: 58º
- Liegi-Bastogne-Liegi

2023: ritirato